# Dom (film 2011)
Dom (Дом) è un film del 2011 diretto da Oleg Pogodin.

## Trama
In una grande casa, nel mezzo delle steppe del Don, vive un'irrequieta famiglia di Šamanov. In questa famiglia, tutti sono in conflitto tra loro. E all'improvviso il primogenito Victor, dopo 25 anni di assenza, torna a casa, senza nemmeno sospettare che una squadra di killer professionisti lo stia seguendo...